# گیوستون
گیوستون (به انگلیسی: Geeveston) یک شهرک در استرالیا است که در تاسمانی واقع شده‌است.